# Juillet 2005 en Afrique
 (avril 2020).
Si vous disposez d'ouvrages ou d'articles de référence ou si vous connaissez des sites web de qualité traitant du thème abordé ici, merci de compléter l'article en donnant les références utiles à sa vérifiabilité et en les liant à la section « Notes et références ».

## 1erjuillet
- Afrique : dans un rapport, le Programme alimentaire mondial (PAM) annonce qu’un Africain sur trois souffre de malnutrition.

## 2 juillet
- Fleuve Sénégal : la Guinée a adhéré à l’Organisation pour la mise en valeur du fleuve Sénégal rejoignant le Mali, la Mauritanie et le Sénégal.

## 3 juillet
- Maurice : les élections législatives ont été remportées par l’opposition. l'Alliance sociale a obtenu 38 élus, contre 22 à l'Alliance gouvernementale.

## 4 juillet
- Union africaine : ouverture à Syrte (Libye) du sommet de l’Union africaine.
- Burundi : les élections législatives se sont déroulées dans le calme et ont été remportées par le Conseil national pour la défense de la démocratie (CNDD, anciens rebelles des Forces pour la défense de la démocratie) avec 58,23 % des voix.
- République démocratique du Congo : une alliance de l’opposition créée autour de l'Union pour la démocratie et le progrès social (UDPS), a appelé à la désobéissance civile jusqu’à la mise en place de nouvelles institutions et d’une nouvelle commission électorale sous l’égide de l’ONU.

## 6 juillet
- Mali : ouverture du Forum des peuples qui se déroule à Fana du 6 au 9 juillet. Les organisateurs ont lancé une pétition réclamant l’abandon de la privatisation de la Compagnie malienne pour le développement du textile (CMDT) et l’interdiction des Organismes génétiquement modifiés (OGM).
- Ouganda : le Parlement a approuvé la loi faisant du swahili la seconde langue officielle du pays avec l’anglais. Ainsi, les trois pays membres de la Communauté d'Afrique de l'Est, le Kenya, la Tanzanie et l’Ouganda utilisent le swahili comme langue officielle.

## 7 juillet
- Maurice : Navin Ramgoolam a prêté serment comme premier ministre et a formé son gouvernement après la victoire de sa coalition lors des élections législatives du 3 juillet.

## 9 juillet
- Soudan : John Garang, chef des anciens rebelles du Soudan du Sud est devenu vice-président du Soudan conformément aux accords de paix de janvier 2005.

## 12 juillet
- Afrique du Sud : Nelson Mandela a été nommé « ambassadeur de bonne volonté » de l'Unesco.
- Bénin, Niger : la Cour internationale de justice a pris décision dans le conflit frontalier qui oppose les deux pays depuis près de quarante ans. Ainsi, seize des 25 îles sur le fleuve Niger que se disputaient les deux pays reviennent au Niger, dont l’île de Lete, la plus importante.
- Ouganda : le parlement a adopté un amendement à la constitution mettant fin à la limitation du nombre de mandats présidentiels ce qui permettra au président Yoweri Museveni de briguer un troisième mandat en 2006.

## 14 juillet
- Kenya : des affrontements entre les clans Boranas et Gabbra concernant l’accès à l’eau et aux pâturages ont entraîné la mort de 77 personnes depuis le 12 juillet, dont une vingtaine d’enfants. Mgr Luigi Locati, évêque catholique d’origine italienne a trouvé la mort au cours de ces affrontements en tentant de porter secours à des blessés.

## 18 juillet
- Burkina Faso : ouverture à Ouagadougou du forum Planet’ERE consacré à l’éducation à l'environnement. La troisième édition de ce forum francophone a été inaugurée par Blaise Compaoré, président du Burkina Faso en présence d’Amadou Toumani Touré, président du Mali et Hama Amadou, premier ministre nigérien.

## Jeudi 21 juillet
- Banque africaine de développement : Donald Kaberuka, ministre des finances rwandais, a été élu président de la Banque africaine de développement (BAD).
- Togo :  Gnassingbé Eyadema, président du Togo, et Gilchrist Olympio, président de l'Union des forces de changement (UFC) et chef de l’opposition, se sont rencontrés à Rome et ont condamné conjointement la violence et appelé au retour des réfugiés qui ont quitté le pays après l’élection contestée du 24 avril.

## 22 juillet
- Zimbabwe : un rapport rédigé par Anna Kajumulo Tibaijuka, enquêtrice spéciale de l’ONU, rend le gouvernement responsable d’une « catastrophe humanitaire » pour la destruction des bidonvilles qui a privé de logement et/ou de travail environ 700 000 personnes et causé la mort de deux enfants. Le gouvernement zimbabwéen a dénoncé ce rapport comme étant partial.

## 24 juillet
- Côte d'Ivoire : des attaques ont été menées dans la nuit de samedi à dimanche par des hommes armés non identifiés à Anyama et Agboville, deux localités au nord d’Abidjan. Les Forces de défense et de sécurité (loyalistes) ont repris le contrôle de ces deux villes après des combats qui ont entraîné la mort de 24 personnes (sept dans les forces de l’ordre et 17 assaillants).
- Guinée-Bissau : second tour de l’élection présidentielle opposant João Bernardo Vieira à Malam Bacai Sanhá, candidat du Parti africain pour l’indépendance de la Guinée Bissau et du Cap vert (PAIGC, au pouvoir). Selon les résultats annoncés le 28 juillet João Bernardo Vieira a été élu avec plus de 55 % des voix. Ces résultats sont contestés par les partisans de Malam Bacai Sanhá, les observateurs internationaux envoyés par l’Union africaine (UA), la Communauté économique des États de l'Afrique de l'Ouest (CEDEAO), l’Union économique et monétaire ouest-africaine (Uemoa), l’Organisation internationale de la francophonie (OIF), la Communauté des pays de langue portugaise (CPLP), les États-Unis et l’Union européenne ont estimé que le scrutin s’était déroulé en toute transparence.

## 26 juillet
- Nigeria : les autorités de l’État de Kano (Nord du Nigeria) impliquant la charia ont pris une décision interdisant la mixité dans les transports en commun.

## 28 juillet
- Ouganda : le référendum sur le retour au multipartisme a peu mobilisé les électeurs. Selon les chiffres officiels, le taux de participation serait d’environ 47 %. L’opposition, qui avait appelé au boycott juge ce chiffre supérieur à la réalité. Le « oui » a obtenu 92,5 % des voix.

## 29 juillet
- Burkina Faso,  Côte d’Ivoire : à la suite des attaques perpétrées le week-end du 23 et 24 juillet dans les localités ivoiriennes d'Anyama et d'Agboville, le chef d’État-major des Forces armées nationales de Côte d'Ivoire (Fanci) a interdit à la compagnie Sitarail de faire circuler des trains sur la ligne de chemin de fer Abidjan-Ouagadougou.
- République démocratique du Congo : le Conseil de sécurité des Nations unies a adopté à l’unanimité la résolution 1616 (2005) reconduisant jusqu'au 31 juillet 2006 l’embargo sur les armes dans les régions de l’est du pays (Ituri, Sud-Kivu et Nord-Kivu).

## 31 juillet
- Bénin : Mathieu Kérékou, président du Bénin à la veille de la fête de l’indépendance, qu’« au plan politique, le Bénin a incontestablement posé des actes décisifs qui vont dans le sens de son progrès. Cependant, les contradictions tribales, régionalistes ainsi que le recours facile et systématique à la violence, entretenus par les hommes politiques de diverses obédiences ont ruiné la cohésion nationale et compromis le développement économique du pays ».
- Gambie, Guinée-Bissau et Sénégal : à l’issue d’une réunion des représentants de l'Association des jeunes pour le développement et l'intégration africaine à Ziguinchor (Sénégal), les participants ont décidé la création d’un supérieur de la jeunesse de la sous-région (CSJSR) regroupant les jeunes de la Gambie, de la Guinée-Bissau et du Sénégal et qui devra définir les axes de la politique de jeunesse des trois pays pour les 25 prochaines années.
- République démocratique du Congo : la Commission électorale indépendante (CEI) a annoncé la clôture des opérations d’enregistrement en vue de constituer les listes électorales dans la capitale Kinshasa. 2 953 595 personnes se sont inscrites se sont fait enregistrer.
- Soudan : John Garang, premier vice-président et ancien chef rebelle ayant signé l’accord de paix au Sud-Soudan en janvier 2005 est mort dans un accident d’hélicoptère. En raison des mauvaises conditions climatiques, l’engin qui le ramenait d’Ouganda où il était en visite officielle,  s’est écrasé dans la chaîne de montagne des Amatonj causant la mort de quatorze personnes.